# Cephas Yao Agbemenu
Cephas Yao Agbemenu (nacido el 29 de mayo de 1951) es un profesor de arte de Ghana que enseña en la Universidad Keniata de Nairobi (Kenia). Es escultor y tallador de madera tradicional africana que ve paralelos entre sus tallas y la vida.

## Biografía
Cephas Yao Agbemenu nació el 29 de mayo de 1951 en Leklebi-Kame, en la Región Volta de Ghana, África occidental.

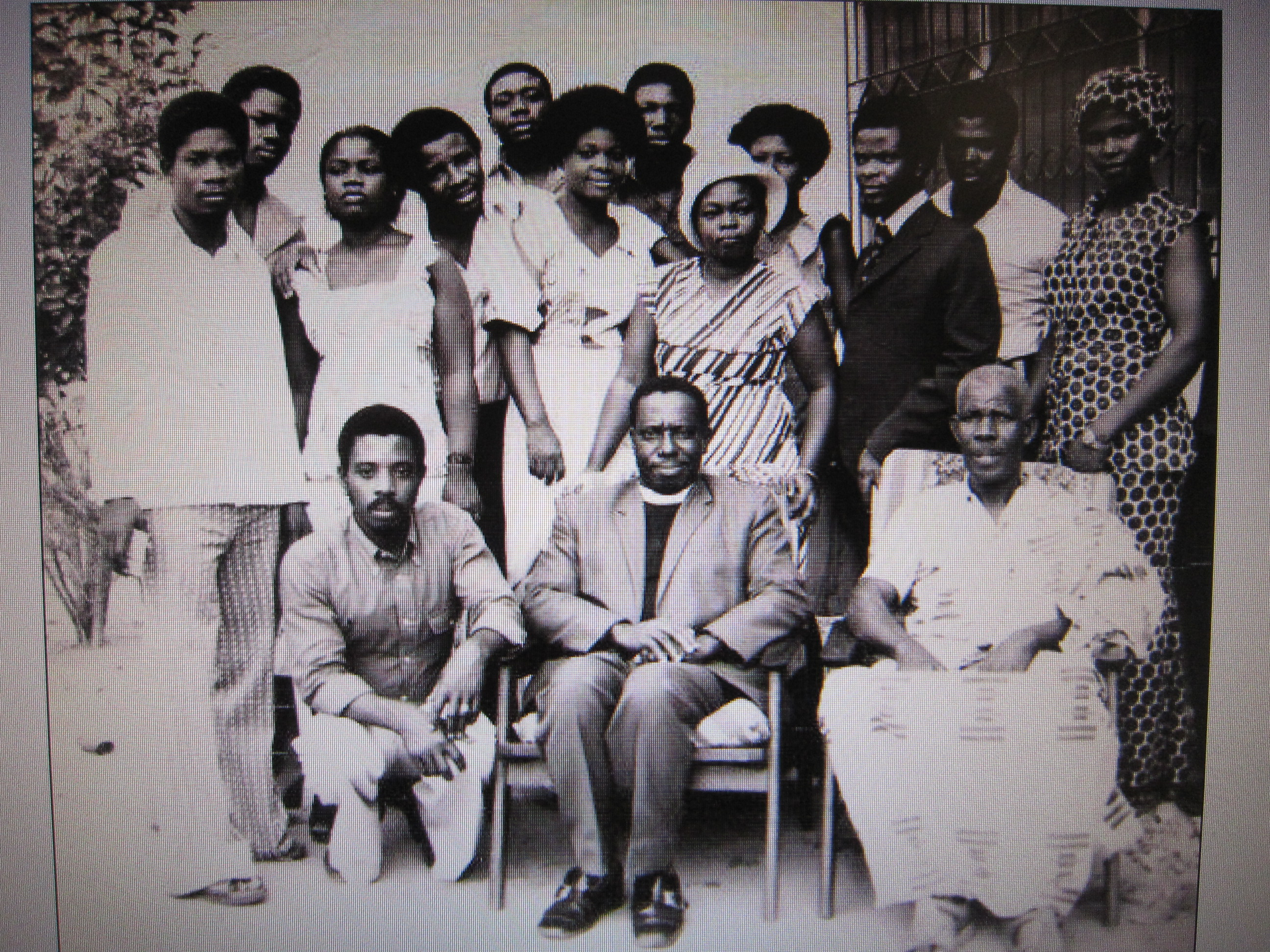
Retrato familiar tomado antes de que Cephas Yao Agbemenu se fuera a los EE. UU. en 1978, es el tercero por la derecha, de pie, con un traje oscuro.

Creció en Ghana, yendo a la escuela donde las lecciones de arte y artesanía formaban parte del plan de estudios. También aprendió agricultura, jardinería, pesca, trampas y caza. Todo ello requiere una buena coordinación y habilidades visuales para completar esas tareas.
Agbemenu fue a la escuela secundaria de la Escuela Secundaria Evangélica Presbiteriana de Hohoe, en la región del Volta, donde obtuvo su certificado escolar de nivel ordinario en arte, lengua inglesa, matemáticas, ciencias generales, principios de contabilidad y geografía.
Luego asistió a la Escuela Secundaria de Kpandu, en la región del Volta. Completó este programa con un Certificado de Escuela de Nivel Avanzado, sus asignaturas principales fueron Arte, Economía, Geografía, Estudios Generales en el año 1972.
En junio de 1976 completó una licenciatura en Bellas Artes con honores de primera clase en la Universidad Kwame Nkrumah de Ciencia y Tecnología, Kumasi (Ghana), especializándose en Escultura, Pintura, Historia del Arte, Literatura Inglesa, Apreciación del Arte y Estudios Africanos.
Agbemenu obtuvo luego su Máster en Bellas Artes en la Universidad Estatal de Nueva York en Buffalo (febrero de 1980). Su principal materia fue la escultura, incluyendo la talla en mdera, P.O.P., hormigón y rronce, con la pintura, el dibujo y la historia del arte.

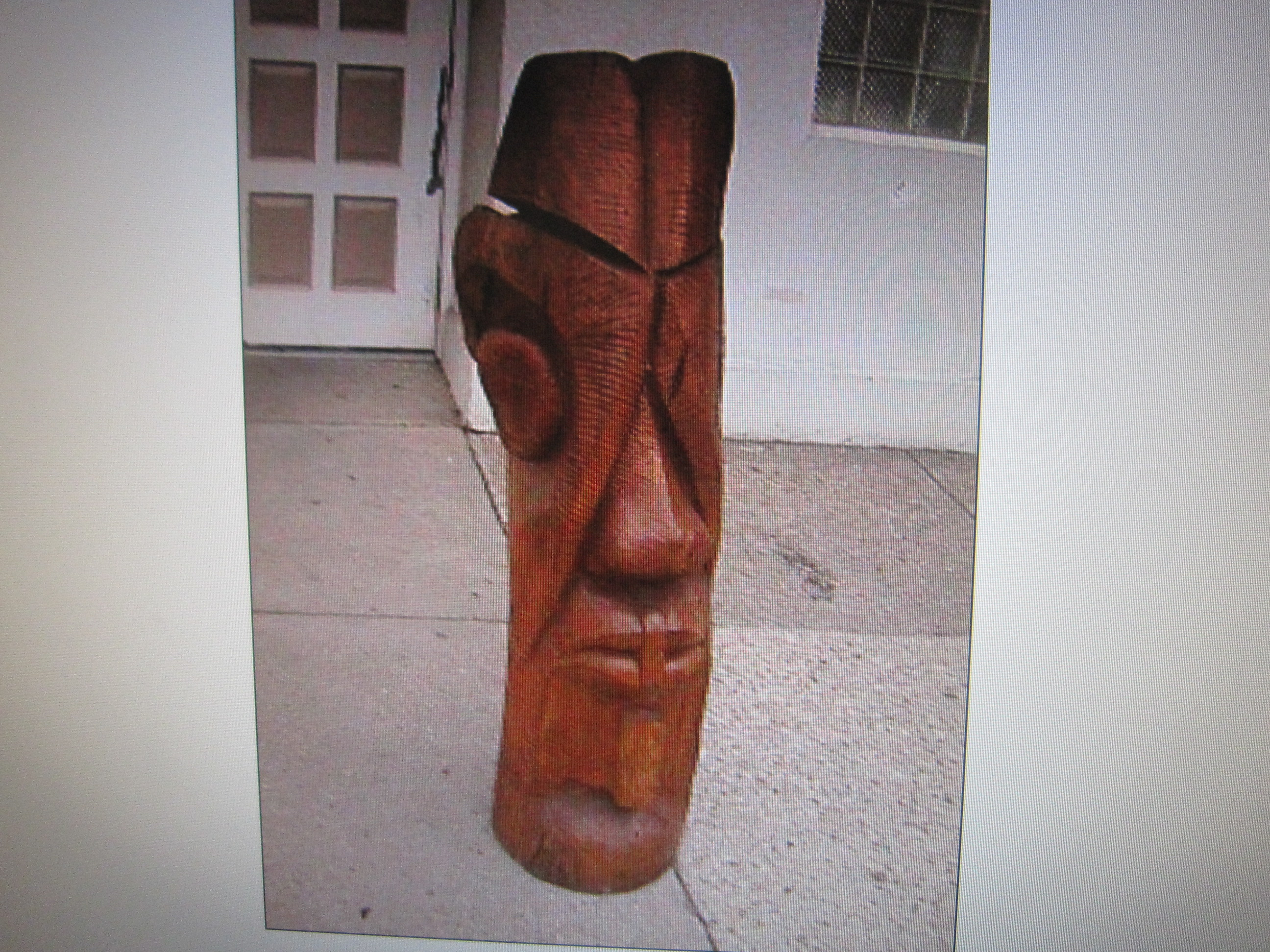
Escultura de Cephas Libertad de expresión (1980). Nótese el candado sobre los labios. La escultura fue tallada en madera de olmo.

## Enseñanza y carrera
Agbemenu comenzó a enseñar en la Universidad de Ciencia y Tecnología Kwame Nkrumah en 1977 con arte, escultura y dibujo.
Ha enseñado arte africano, escultura, historia hegra en una perspectiva global en muchos países diferentes, junto con cerámica, historia africana, cultura e historia del arte europeo y tallas de madera africanas.
En 1987 comenzó como profesor titular en el Departamento de Bellas Artes de la Universidad de Keniata, Nairobi (Kenia) Arte africano contemporáneo; escultura y tallado tradicional de madera africana.
Becario Fulbright
Agbemenu recibió la prestigiosa beca Fulbright, que le permitió visitar los Estados Unidos para enseñar en dos universidades de Pensilvania. El primero fue el Reading Area Community College en la ciudad de Reading, donde impartió lecciones sobre la talla en madera africana y también participó en el diálogo «La dimensión espiritual en el arte» con el profesor de arte Tullio DeSantis el 2 de marzo de 2010. Agbemenu ha dicho: «No es necesario perseguir el arte, pero creo que es necesario perseguir el pensamiento artístico; el pensamiento de que hay una solución alternativa».
Posteriormente, Agbemenu viajó al Montgomery County Community College, División de Ciencias Sociales, Blue Bell, Pennsilvania, c/o Dr. Aaron Shatzman de enero a junio de 2010, (Programa de becarios en residencia). Agbemenu enseñó arte y cultura africana contemporánea, además de impartir clases de estudio de Ttalla en madera tradicional africana. Las herramientas básicas utilizadas para sus clases de tallado en madera fueron gubias rectas y de cuchara, cincel, cuchillo de tallar, venador. Se le citó diciendo: «América es vista como la ciudadela del conocimiento y el poder. Es por eso que muchos de nosotros elegimos venir a los Estados Unidos para estudios de postgrado. Mi presencia en el Montgomery County Community College se medirá tanto en la teoría como en la práctica, en términos de comprensión intercultural en este período de globalización».

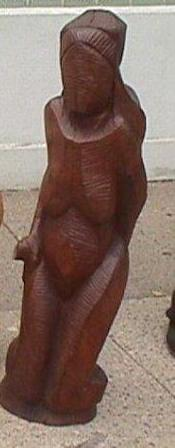
Escultura de Cephas Responsabilidades de nobles. Vista frontal (1980), madre e hijo.

## Proverbios africanos
Agbemenu fue miembro y colaborador del Comité de Proverbios, Relatos y Dichos Africanos presidido por el Padre Joseph Healey y fundado en Nairobi (Kenya). En junio de 2008, el Profesor Agbemenu recibió una subvención para compilar un folleto de 100 proverbios de la EWE Ghana   con símbolos africanos como ilustraciones de los proverbios, traducidos al inglés. La obra se ha publicado en el sitio web www.afriprov.org. El tema de Reconciliación y Paz.
El 1 de noviembre de 2010 se publicó una colección de Proverbios EWE con ilustraciones y traducciones de Cephas Yao Agbemenu.